# Marc Van de Vijver
Marc Van De Vijver, né le 19 novembre 1961 à Beveren est un homme politique belge flamand, membre de CD&V.

## Fonctions politiques
- Bourgmestre de Beveren
- député au Parlement flamand :
  - du 7 juin 2009 au 25 mai 2014